# Monofosfat d'adenosina
El monofosfat d'adenosina (AMP), també conegut com àcid 5'-adenílic, és un nucleòtid. L'AMP està format per un grup fosfat, el sucre ribosa i la nucleobase adenina. És un èster de l'àcid fosfòric i el nucleòsid adenosina. Com a substituent pren la forma del prefix adenilil-.
L'AMP té un paper important en molts processos metabòlics cel·lulars, interconvertit en adenosina trifosfat (ATP) i adenosina difosfat (ADP), així com en enzims activadors al·lostèrics com la miofosforilasa-b. L'AMP també és un component en la síntesi d'ARN. L'AMP està present en totes les formes de vida conegudes.